# Fodinoidea maculata
Fodinoidea maculata là một loài bướm đêm thuộc phân họ Arctiinae, họ Erebidae.